# Almaty Open
Almaty Open — міжнародний щорічний чоловічий професійний тенісний турнір, який проводиться наприкінці жовтня у місті Алмати, Казахстан. Заснований 2020 року, що було пов'язано з відміною багатьох турнірів через епідемію COVID-19. 
2021 року відбувся також жіночий турнір у рамках Туру WTA 250.
Astana Open є частиною серії Туру ATP 250 організованого ATP, лише 2022 року належав до Туру ATP 500.
2024 року турнір перенесено до Алмати.

## Усі фінали

### Чоловіки, одиночний розряд
| Рік             | Чемпіон          | Фіналіст         | Рахунок       |
| --------------- | ---------------- | ---------------- | ------------- |
| ↓ Астана ↓      |                  |                  |               |
| ↓ Тур ATP 250 ↓ |                  |                  |               |
| 2020            | Джон Міллман     | Адріан Маннаріно | 7–5, 6–1      |
| 2021            | Квон Сун-ву      | Джеймс Дакворт   | 7–6(8–6), 6–3 |
| ↓ Тур ATP 500 ↓ |                  |                  |               |
| 2022            | Новак Джокович   | Стефанос Ціціпас | 6–3, 6–4      |
| ↓ Тур ATP 250 ↓ |                  |                  |               |
| 2023            | Адріан Маннаріно | Себастьян Корда  | 4–6, 6–3, 6–2 |
| ↓ Алмати ↓      |                  |                  |               |
| 2024            | Карен Хачанов    | Gabriel Diallo   | 6–2, 5–7, 6–3 |

### Жінки, одиночний розряд
| Рік  | Чемпіонка          | Фіналістка     | Рахунок       |
| ---- | ------------------ | -------------- | ------------- |
| 2021 | Алісон ван Ейтванк | Юлія Путінцева | 1–6, 6–4, 6–3 |

### Чоловіки, парний розряд
| Рік             | Чемпіони                                | Фіналісти                           | Рахунок                |
| --------------- | --------------------------------------- | ----------------------------------- | ---------------------- |
| ↓ Астана ↓      |                                         |                                     |                        |
| ↓ Тур ATP 250 ↓ |                                         |                                     |                        |
| 2020            | Сандер Жіє Йоран Вліґен                 | Макс Перселл Люк Савіль             | 7–5, 6–3               |
| 2021            | Сантьяго Гонсалес Андрес Мольтені       | Джонатан Ерліх Андрій Василевський  | 6–1, 6–2               |
| ↓ Тур ATP 500 ↓ |                                         |                                     |                        |
| 2022            | Нікола Мектич Мате Павич                | Адріан Маннаріно Фабріс Мартен      | 6–4, 6–2               |
| ↓ Тур ATP 250 ↓ |                                         |                                     |                        |
| 2023            | Натаніел Ламмонс Джексон Вітроу         | Мате Павич Джон Пірс (тенісист)     | 7–6(7–4), 7–6(9–7)     |
| ↓ Алмати ↓      |                                         |                                     |                        |
| 2024            | Rithvik Choudary Bollipalli Arjun Kadhe | Ніколас Баррієнтос Skander Mansouri | 3–6, 7–6(7–3), [14–12] |

### Жінки, парний розряд
| Рік  | Чемпіонки                          | Фіналістки                           | Рахунок          |
| ---- | ---------------------------------- | ------------------------------------ | ---------------- |
| 2021 | Анна-Лена Фрідзам Моніка Нікулеску | Ангелина Габуєва Anastasia Zakharova | 6–2, 4–6, [10–5] |